# Luc-Olivier Merson

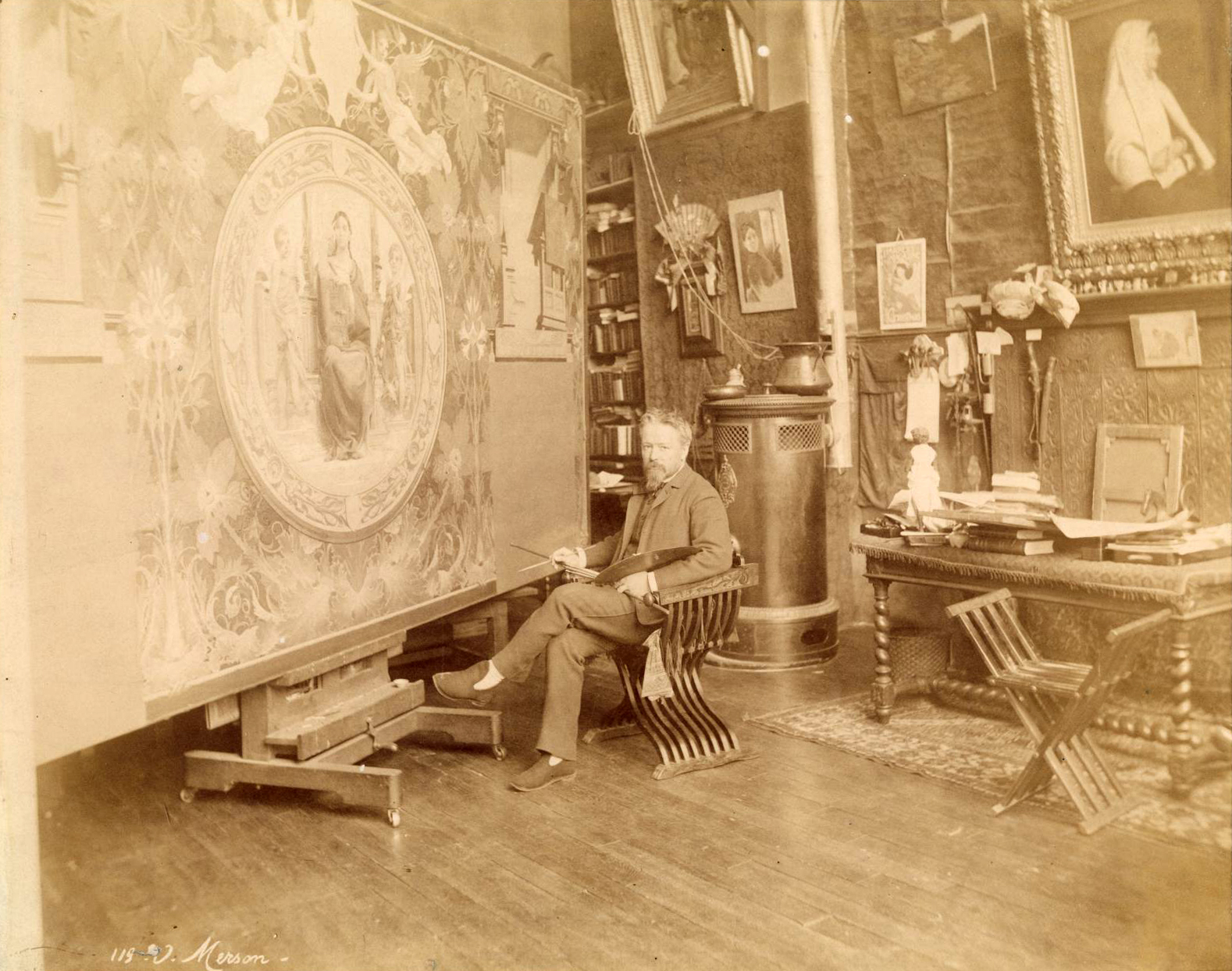
Luc-Olivier Merson

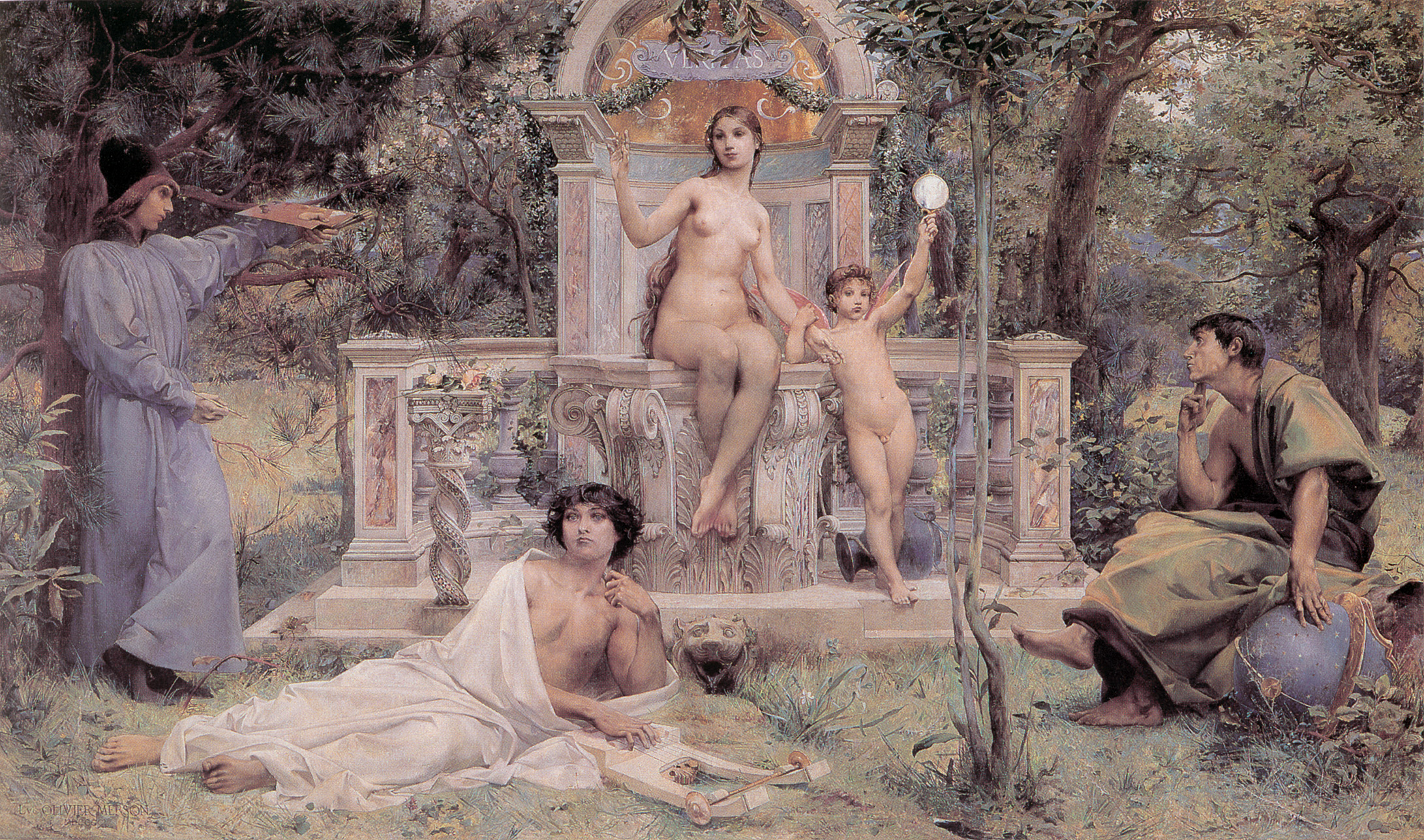
Truth, 1901

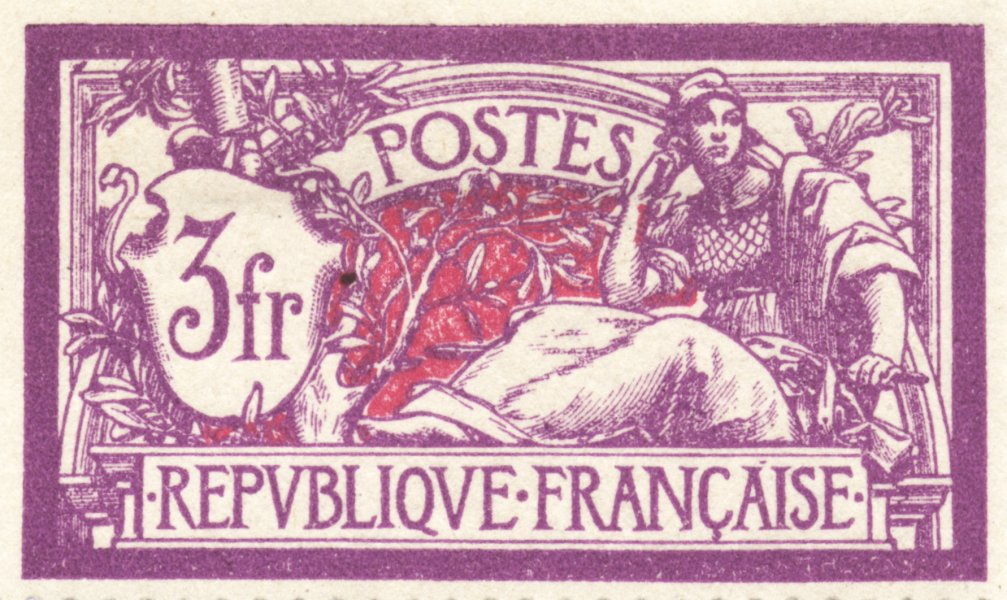
Znaczek Poczty Francuskiej projektu Mersona

Luc-Olivier Merson (ur. 21 maja 1846, zm. 13 listopada 1920) – francuski malarz akademicki, rysownik, ilustrator, twórca projektów znaczków pocztowych i waluty.